# Matthew Toogood

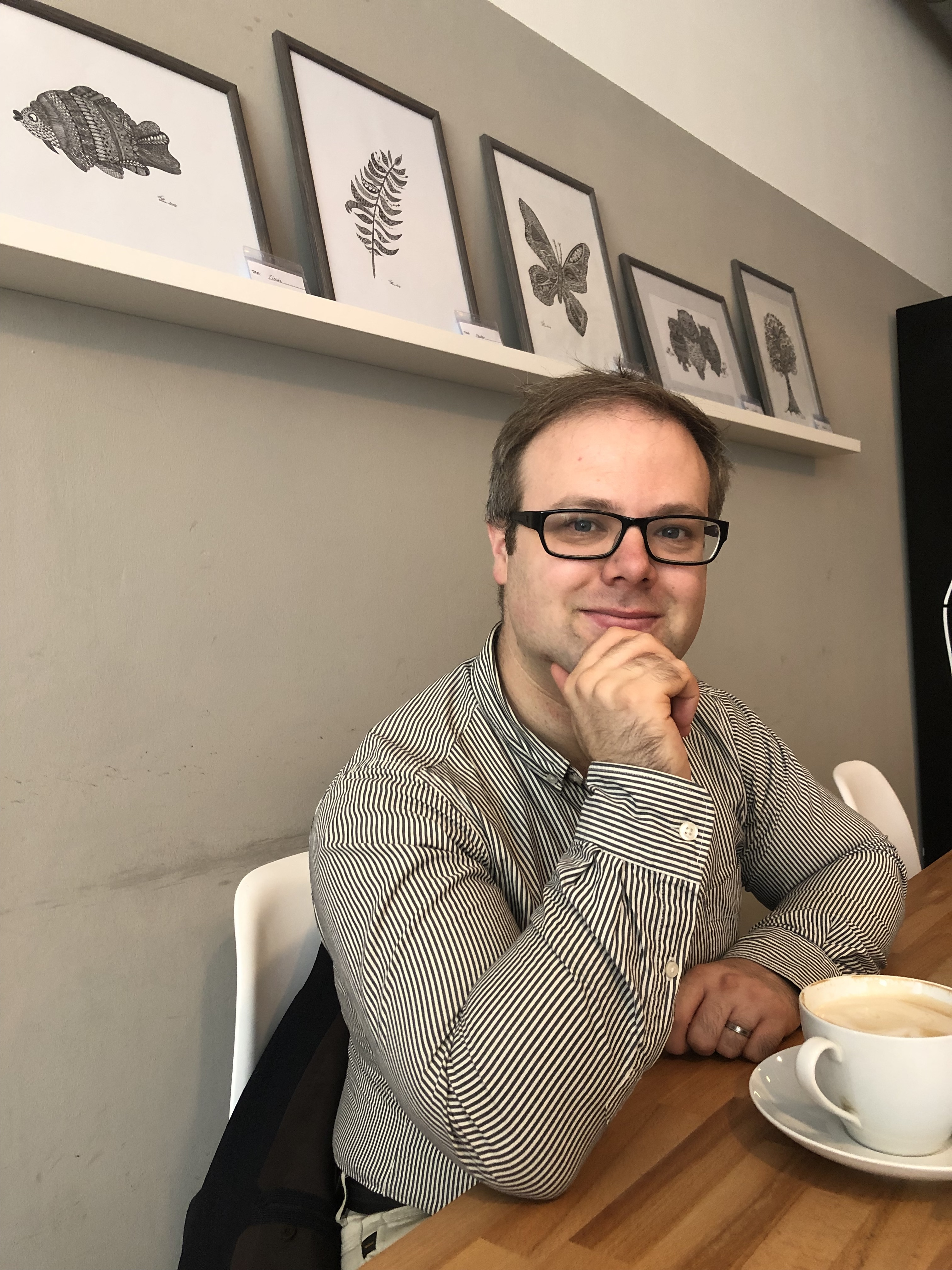
Matthew Toogood, 2019, Stralsund

Matthew Toogood ist ein australischer Dirigent.

## Karriere
Toogood wurde in Adelaide, Südaustralien, geboren. Er studierte an der Universität Melbourne Klavier (Bachelor-Abschluss) und Dirigieren zum Master of Music.
Von 2006 bis 2010 war er künstlerischer Leiter und Chefdirigent der Heidelberg Choral Society in Melbourne, und parallel, von 2007 bis 2010, Chorleiter, Dirigent und Repetitor an der Melbourne Opera.
2010 übersiedelte er nach Deutschland und hospitierte zunächst an der Oper Frankfurt. In den Spielzeiten 2010/2011 bis 2014/2015 arbeitete er als Solorepetitor mit Dirigierverpflichtung an der Komischen Oper Berlin. 2013 und 2015 assistierte er Sir Simon Rattle und den Berliner Philharmonikern.
Toogood hatte mehrere Gastspiele als Assistent an der Deutschen Oper am Rhein in Düsseldorf/Duisburg (2015/2016) und als Dirigent an der Komischen Oper Berlin (2017).
Er war in den Spielzeiten 2016/2017 bis 2018/2019 als Kapellmeister und Assistent des Generalmusikdirektors am Nationaltheater Mannheim verpflichtet. Dort dirigierte er die Uraufführung von Björks Vespertine unter dem Titel Björk's Vespertine: Ein Pop-Album als Oper mit dem Orchester und Solisten des Nationaltheaters Mannheim, das 2019 als Album bei OehmsClassics veröffentlicht wurde.
2019/2020 und 2020/2021 war Toogood Musikdirektor ad interim und Kapellmeister am Konzert Theater Bern
Im Jahr 2021 arrangierte Toogood eine kleinere Orchestrierung von Janáčeks Jenůfa für das Konzert Theater Bern. Die Inszenierung inklusive des Arrangements wurde in der Opernwelt gelobt.

„Das Grandiose ist hier die musikalische Form. Auf Basis der schroffen, von späteren romantisierenden Bearbeitungen noch verschonten Brünner Fassung erstellte der musikalische Leiter Matthew Toogood eine radikal solistische Partitur, notwendig, weil die volle Orchesterbesetzung unter Abstandsregeln nie in den Graben passte.“

Im November 2022 dirigierte er die Weltpremiere der Kinderoper Pippi Langstrumpf an der Komischen Oper Berlin, komponiert von Franz Wittenbrink und inszeniert von Dagmar Manzel.
An den Wuppertaler Bühnen dirigierte er im April 2023 die Premiere von Philippe Boesmans’ Poppea e Nerone. Kritiker lobten die musikalische Leitung für ihre Klarheit und die nuancierte Interpretation.
Im Dezember 2023 kehrte Toogood an die Komische Oper Berlin zurück, wo er Jacques Offenbachs Orpheus in der Unterwelt in der Inszenierung von Barrie Kosky dirigierte.
Seit der Spielzeit 2024/25 ist Matthew Toogood als Erster Kapellmeister am Tiroler Landestheater Innsbruck tätig. Sein Debüt gab er im September 2023 mit der Premiere von Sergej Prokofjews Oper Die Liebe zu drei Orangen, die für ihre lebendige Interpretation und musikalische Präzision positiv bewertet wurde.
Im März 2024 dirigierte er eine Inszenierung von Giovanni Battista Pergolesis Stabat Mater und Igor Strawinskys Les Noces, die in Zusammenarbeit mit der Tanzcompany des Tiroler Landestheaters realisiert wurde. Im Oktober 2024 leitete er die Premiere von Giuseppe Verdis Falstaff, bei der seine präzise musikalische Handschrift besonders hervorgehoben wurde.
Im Sommer 2024 gab Matthew Toogood sein Debüt in Bayreuth, mit Bariton Jordan Shanahan, indem er ein Recital mit hawaiianischen Liedern in der Villa Wahnfried präsentierte. Diese Aufführung war die erste ihrer Art, bei der hawaiianische Lieder in Bayreuth zu hören waren.

## Privatleben
Mathew Toogood ist mit der australischen Sängerin Ellen Leather verheiratet und lebt in Berlin.

## Einspielungen
- Björks Vespertine – Ein Pop-Album als Oper (2019), Nationaltheater Mannheim, OehmsClassics, 4260034869783.[15]
- Andreas Henneberg und The Glitz, Synth Happens (2016), Nationaltheater Mannheim, SNOE, SNOE036.[16]